# (6042) Cheshirecat
(6042) Cheshirecat (1990 WW2) – planetoida z grupy przecinających orbitę Marsa okrążająca Słońce w ciągu 5,31 lat w średniej odległości 3,04 j.a. Odkryta 23 listopada 1990 roku.